# Philip LaBatte
Philip LaBatte   (Saint Paul, 5 de juliol de 1911 - Alexandria, 6 de setembre de 2002) va ser un jugador d'hoquei sobre gel estatunidenc que va competir durant la dècada de 1930.
De jove destacà en beisbol, futbol i hoquei sobre gel, i va ser en aquest darrer esport on aconseguí els seus principals èxits esportius. El 1936 va prendre part en els Jocs Olímpics de Garmisch-Partenkirchen, on guanyà la medalla de bronze en la competició d'hoquei sobre gel.